# WTA de Mérida
O WTA de Mérida – ou Mérida Open Akron, atualmente – é um torneio de tênis profissional feminino, de nível WTA 500.
Realizado em Mérida, no sudeste do México, estreou em 2023. Os jogos são disputados em quadras duras durante o mês de fevereiro. Substituiu o WTA 250 de Guadalajara em 2023 e foi promovido a WTA 500 em 2025, a partir da extinção de San Diego.

## Finais

### Simples
| Ano  | Campeã        | Vice-campeã      | Resultado      |
| ---- | ------------- | ---------------- | -------------- |
| 2025 | Emma Navarro  | Emiliana Arango  | 6–0, 6–0       |
| 2024 | Zeynep Sönmez | Ann Li           | 6–2, 6–1       |
| 2023 | Camila Giorgi | Rebecca Peterson | 7–63, 1–6, 6–2 |

### Duplas
| Ano  | Campeãs                      | Vice-campeãs                    | Resultado |
| ---- | ---------------------------- | ------------------------------- | --------- |
| 2025 | Katarzyna Piter Mayar Sherif | Anna Danilina Irina Khromacheva | 7–62, 7–5 |
| 2024 | Quinn Gleason Ingrid Martins | Magali Kempen Lara Salden       | 6–4, 6–4  |
| 2023 | Caty McNally Diane Parry     | Wang Xinyu Wu Fang-hsien        | 6–0, 7–5  |